# Jüdischer Friedhof (Randegg)

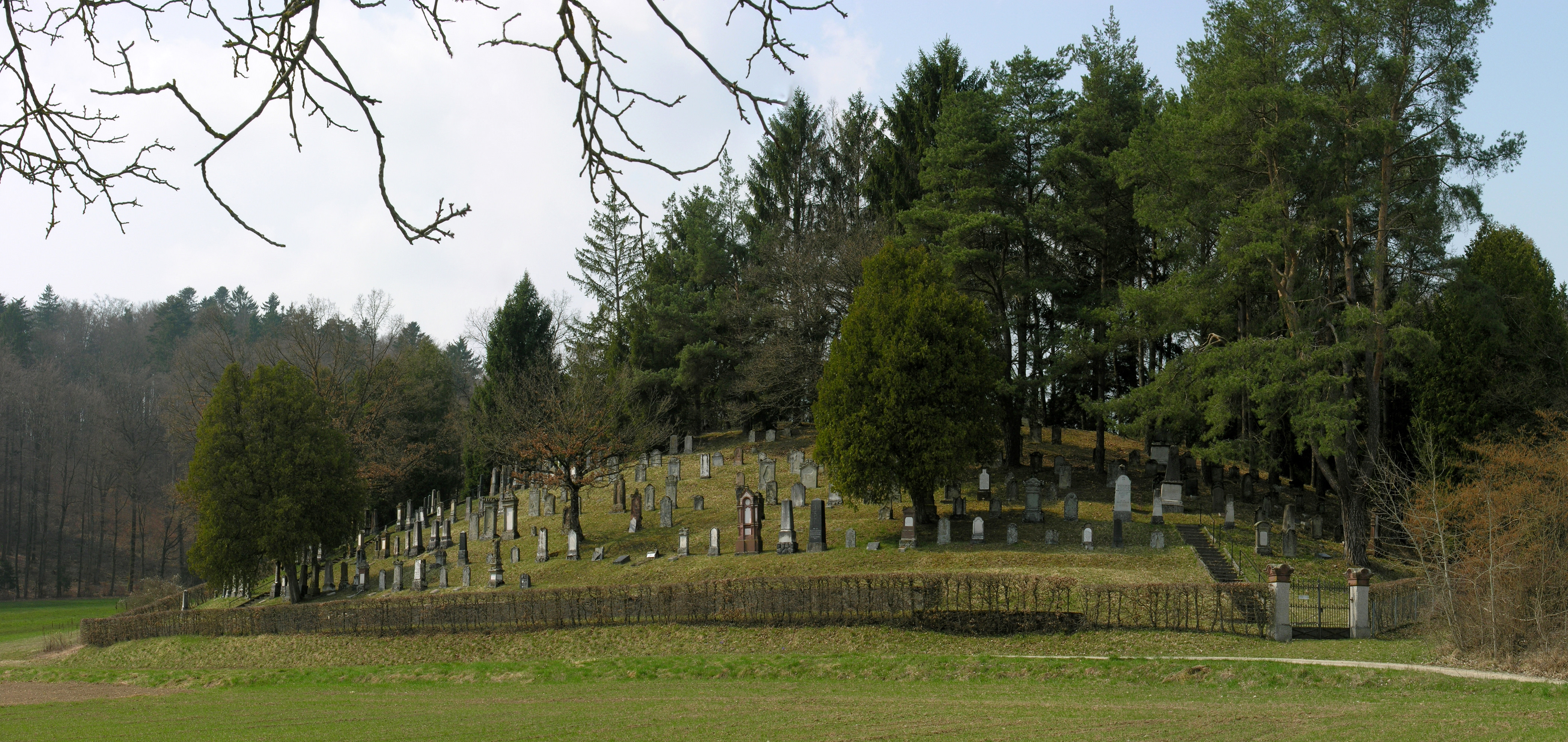
Gesamtansicht mit Eingang

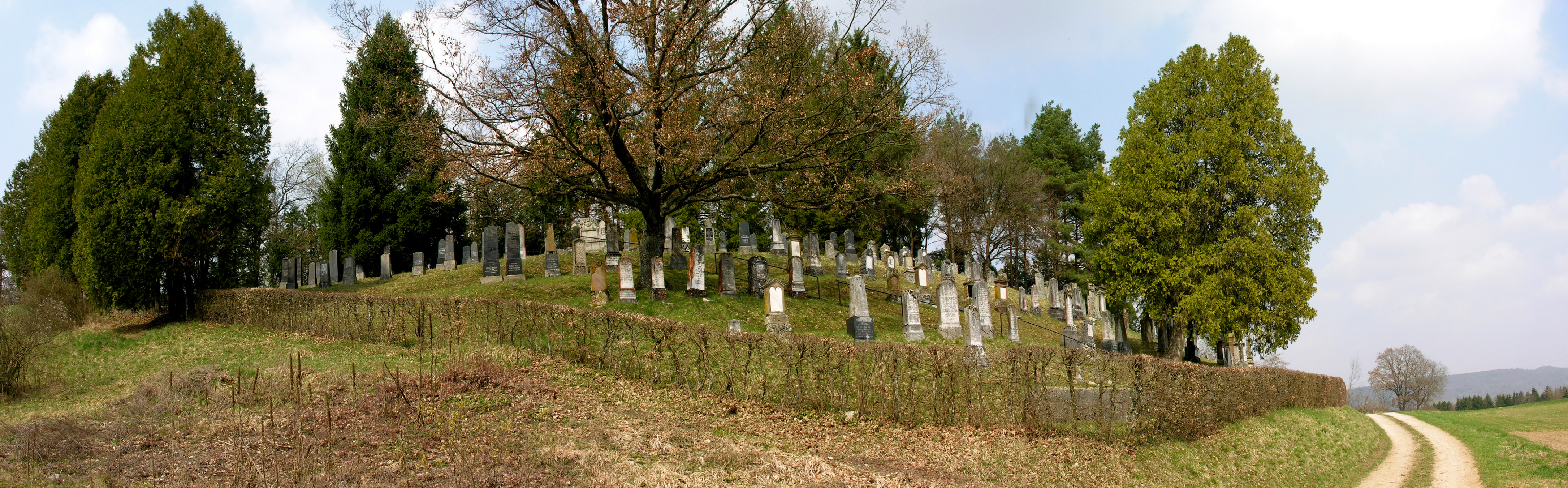
Jüdischer Friedhof

Der Jüdische Friedhof Randegg ist ein jüdischer Friedhof in Randegg, einem Ortsteil der Gemeinde Gottmadingen im Landkreis Konstanz in Baden-Württemberg. Der Friedhof ist ein geschütztes Kulturdenkmal und befindet sich im Gewann Flözler nahe der Grenze zur Schweiz. 

## Geschichte
Die jüdische Gemeinde Randegg bestattete zunächst bis 1746 ihre Toten auf dem jüdischen Friedhof in Gailingen. Danach wurde ein eigener Friedhof mit einer Fläche von 75,15 Ar angelegt. Heute sind noch 330 Grabsteine  vorhanden, der älteste Grabstein ist von 1810 und die letzte Beerdigung fand 1938 statt. 
Der Friedhof wurde 1945, 1966, 1970 und 1986 geschändet. 